# 小寺可南子
小寺 可南子（こてら かなこ、6月19日 - ）は、日本の女性歌手。血液型はO型。愛称はコテカナ。
父方の祖父は小説家の小寺正三。

## 主な経歴
2005年、「歌スタ!!」出演をきっかけに、ウタイビトハンター（審査員）として番組に出演していた作曲家で音楽プロデューサーの鎌田雅人の目に留まる。そして、2006年3月9日発売の日本ファルコム制作のゲームソフト『英雄伝説 空の軌跡SC』のエンディングソング「I swear...」歌唱をきっかけに、同社のゲームソフトに関わるようになり、同社のゲームミュージックを演奏する「新生jdk BAND」のボーカルをつとめるようになる。
また、同オーディションで出会った墨谷美輝と、2006年にユニット「2peace@love」を結成するも翌年活動休止。
2017年、アネモネ・モーニアンとのユニット「コテアニ」結成。
2018年より岡島俊治とのイベント「飲み会ノミカタ」を開催、2020年より「飲み会ノミカタファンクラブ」を設立。
2023年、ぱっぴぃ(保志総一朗)、コテカナ(小寺可南子)、れお(森本貴大)からなる男女ツインボーカル3ピースユニット「Isla·la♩(アイララ)」結成。

## CD・歌唱

### 2peace@love
- 2PEACE@LOVE
  - 小寺可南子&墨谷美輝名義（2007/3/24、PRANA）

### SWEET DUB'O-STANDARD
- Sweet Heart & Eternal Love
- SWEET EMOTION

### ファルコムjdkバンド
- 「空を見上げて」 〜英雄伝説 空の軌跡 ボーカルバージョン〜 THE LEGEND OF HEROES "SORA NO KISEKI" Vocal Version（2006/8/25）
- 『英雄伝説 空の軌跡SC』オリジナルサウンドトラック　エンディングソング「I swear...」収録。
- 『英雄伝説 空の軌跡 the 3rd』オリジナルサウンドトラック　主題歌「Cry for me,Cry for you」収録。
- 『ファルコムライブ2007 オリジナル・サウンズ』
- 『幻想三国誌II スーパーアレンジバージョン』「我是愛神」
- 『イースI＆IIクロニクルズ』オリジナルサウンドトラック　エンディングソング「Victory」、「In Adventure World」収録。
- 『英雄伝説 零の軌跡』オリジナルサウンドトラック　主題歌「way of life」収録。
- 『ファルコムvs.jdkバンド 2010夏』
- 『英雄伝説 碧の軌跡』オリジナルサウンドトラック　主題歌「碧い軌跡」収録。
- 『ほしのありかざんまい』「星の在り処 beat」収録。
- 『那由多の軌跡』オリジナルサウンドトラック　OP主題歌「那由多の星の物語」収録。
- 『英雄伝説 零の軌跡 Evolution』オリジナルサウンドトラック　OP テーマ曲「way of life –ZERO NO KISEKI Evolution-」、「セルリアンブルーの恋」収録。
- 『ファルコムjdkバンドディーバ小寺可南子シングス1、2』
- 『ファルコムjdkバンドディーバ小寺可南子シングス1＆2 カラオケ全曲集』
- 『「英雄伝説 空の軌跡 THE ANIMATION」ヴォーカルコレクション』「銀の意思、金の翼」
- 『ふぁるこむフィールドざんまい』「もっと近くで」
- 『軌跡jdkアクースティックス』
- 『英雄伝説 空の軌跡 FC Evolution オリジナルサウンドトラック』「空の軌跡」
- 『英雄伝説 空の軌跡 SC Evolution オリジナルサウンドトラック』「I swear...」
- 『英雄伝説 空の軌跡 the 3rd Evolution オリジナルサウンドトラック』「Cry for me, cry for you」
- 『英雄伝説 暁の軌跡』『英雄傳說：星之軌跡』「暁の向こう」

### World Of the WORLD.(WoW.)
- 『電気鋸月想曲』「絶対と相対のトラバント」（チェーン荘）
- 『LET IT DIE』PlayStation®4「LET IT DIE -deeper and deeper-」

### 小寺可南子
- 「虹色DAY BY DAY」
- 『D.M.F.』「モンスター」「Dear My Friend」
- 『ALL THE BEST 2007』「パパパ☆パラダイス」「愛がなくちゃ」「さよなら先輩」「月夜のペルソナ」「「１２３４５」」「バイバイ！BAD BOY」「いらいらクルスマス」「そんなんになりたい」
- 「しゃぼんだまのキモチ」
- 『KOTEANI! Treasure Island SPECIAL CD』「laststanding」「We are together」
- 『2012 うんどう会 4』「スタートライン」（日本コロムビア）
- 『2012 はっぴょう会(3)　Let's go!スマイルプリキュア！』「Let’s go!スマイルプリキュア!」(コール)（日本コロムビア）
- 『どきわく こどものうた』「Switch On!(仮面ライダーフォーゼ)」（日本コロムビア）
- 『どきわく こどものうた』「やじるしになって!(ポケットモンスターベストウイッシュ シーズン2)」（日本コロムビア）
- 『2013 うんどう会 1 キッズたいそう〜きみもとべるよ!〜』（今井ゆうぞう、小寺可南子、大泰司桃子）「キッズたいそう きみもとべるよ！（ピーター・パン）〜夢はひそかに（シンデレラ）〜ジッパ・ディー・ドゥー・ダー（南部の唄）〜アロハ・エ・コモ・マイ（リロ＆スティッチ）〜パート・オブ・ユア・ワールド（リトル・マーメイド）〜きみもとべるよ！（ピーター・パン）」（日本コロムビア）
- 『みんなだいすきたいそうのうたベスト〜ブンバ・ボーン！／アンパンマンたいそう』「ようかい体操第一(妖怪ウォッチ)」（日本コロムビア）
- 『コロムビアキッズ こどものうた〜アローラ!!・LUCKYSTAR〜』「アローラ!!(ポケットモンスター サン&ムーン)」（日本コロムビア）
- 『2018うんどう会１キッズたいそう となりのトトロ』「みてみて運動会！」（日本コロムビア）
- 『ねぇここにいて』（フォンテック）
- 『Ragna Hate ラグナヘイト episode：00 reboot.』「Trail Of Destiny」（earth Japan SOFT）
- 『STAY DIAMOND / Because of you』HIME×KANA（pen & voice galaxy / earth Japan SOFT）
- 『Rhapsody Sky / Sentimentalism』（pen & voice galaxy / earth Japan SOFT）
- 『サイレントスリーパー』「サイレントスリーパー」（pen & voice galaxy）
- 『サイレントスリーパーII〜聖恋哀歌〜』「聖恋哀歌」（pen & voice galaxy）
- 『サイレントスリーパーIII〜真束別離〜』「天風（あまつかぜ）」（pen & voice galaxy）
- 『ヒーローパラノイド』「青空パラノイド」（pen & voice galaxy）
- 『PVG音楽集』「Infinite Horizon」（pen & voice galaxy）
- 『GITADORA Tri-Boost Original Soundtrack Volume.02 Selection』「追想 -SHINY DAYS-」
- 『jubeat prop ORIGINAL SOUNDTRACK』 「Just Believe」
- 『GITADORA Tri-Boost Original Soundtrack Volume.03 Selection』「My Way, My Life」
- 『GITADORA Tri-Boost Re:EVOLVE Original Soundtrack Selection』「色ハニホヘト散リヌルヲ」
- 『beatmania IIDX 24 SINOBUZ ORIGINAL SOUNDTRACK』「次葉 -turn the page-」
- 『太鼓の達人 オリジナルサウンドトラック ラムネ』「濃紅」
- JGMFテーマソング「レベル１からはじめよう」
- 『パチスロ信長の野望－創造－Ｚ』「終わらぬ華」
- 『パチスロ 大神 オリジナルサウンドトラック』「花模様」（カプコン）
- 『CRぱちんこ麻雀格闘倶楽部 Music Selection』「Chained Spiral」
- 『古代祐三 Early Collection BOX』「Missing you」
- 『逆転オセロニア』公式大会テーマソング「GLORY」
- 『焔 -MAGMA-』「ASH WORLD」（SOUND HOLIC）
- 『強敵 -EXTRA BOSS-』「二ッ岩 DA ROCK†」（SOUND HOLIC）
- 『秘封 -HIFUU-』「illogical mysteria」（SOUND HOLIC）
- 『Sweet My Heart / Appreciation 100 〜VR mix〜』（DTMステーションCreative）
- 『GIRLS WAVE GEAR 01』「STAND BY YOU」（黒沢ダイスケ x HOJI）
- 『のんびりのんびり〜たまにはお遊びvol.1〜』「だって」（谷岡久美）
- 『MIRACLE』「Twice the Love」（Beagle Kick）
- 『令和 -REIWA-』「BLUE GENE」「時ツ風」（SOUND HOLIC）
- 『強敵 -FIFTH BOSS-』「虚構のアリア」（SOUND HOLIC）
- 『岩垂楽園』「Viva! El Dorado!」「ブラジル人になりたい」（岩垂徳行）
- 「CALL MY NAME」「PRECIOUS」（飲み会ノミカタ）
- 『大乱闘スマッシュブラザーズ SPECIAL 【ファイター】テリー＋KOFスタジアム セット』「サイコ・ソルジャーのテーマ　日本版」「サイコ・ソルジャーのテーマ　海外版」
- 「PEACE」「Faith from Afar ~I'm here with you~」（飲み会ノミカタ）
- 『射命丸 -SHAMEIMARU-』「ブレイクプロミネンス」（SOUND HOLIC）
- 「A song for you」（飲み会ノミカタ）
- 「くにとくに」（だれカナ）
- 『憑 -KAKARI-』「黎明の船」（SOUND HOLIC）
- 『アナザーエデン 時空を超える猫』「Alphecca ~螺旋律の祈り~」
- 「ぎゅっとね」（だれカナ）
- 「LIGHTNING」（飲み会ノミカタ）
- 「Silent Night」（飲み会ノミカタ）
- 「縹」（飲み会ノミカタ）
- 「かごっま！」（3Dアニメーション「海色千歌（うみいろせんか）」より）
- 「鋳鉄の檻」（小寺可南子,ランコ,SARAH by BEMANI Sound Team "Yvya"）
- 「マジカルスター」（飲み会ノミカタ）
- 『アナザーエデン 時空を超える猫』「Immaculate」
- 「Trail Of Destiny2021」（飲み会ノミカタ）
- 『逆転オセロニア』周年テーマソング「Heartbeat」
- 「GO SURVIVE!」（飲み会ノミカタ）
- 『アナザーエデン 時空を超える猫』「#ForgetMeNot」
- 『ステート・オブ・サバイバル』「繁花千里 Thousand Blooms」
- 「SAKURA -白妙-」（飲み会ノミカタ）
- 『Allies!!!』「CALL MY NAME」「Go Survive」「SAKURA -白妙-」「LIGHTNING」「縹」「マジカルスター」「Faith from Afar -I'm here with you-」「Trail of Destiny」「A Song For You」「PRECIOUS」「SILENT NIGHT」「PEACE -A cappella ver.-」「Allies!!!」（飲み会ノミカタ）
- 『MONOGATARE』「CRY NO MORE」「MONOGATARE」（森空青）
- 『THE KING OF FIGHTERS XV』「Enforcement」（SNK）
- 『P真・一騎当千』「Burning Fighter」（Daiichi）
- 『鈴仙 -REISEN-』「XVI KNIVES」（SOUND HOLIC）
- 『歌世界Ⅲ オトカプセル』「迸る火炎」「迫りくる雷鳴」（斬龍）
- 「LAST SUNSET」（飲み会ノミカタ）
- 『ニンジャラ』「TENJO TENGE」（ガンホー・オンライン・エンターテイメント株式会社）
- 『モンスターストライク』アミダ獣神化 PV（株式会社MIXI）
- 『EUROBEAT HOLIC IV』「DEEP IN THE HEATWAVE」（『頭文字 D THE ARCADE』（SEGA）BGM　SOUND HOLIC）
- 「Dance all the way」（飲み会ノミカタ）
- 「樒」（飲み会ノミカタ）
- 『虹 -NIJI-』「薄雪草 -perpetual snow-」（SOUND HOLIC）
- 「七色リボン」（飲み会ノミカタ）
- 『アナザーエデン 時空を超える猫』「伐竜姫譚 〜For the Flowers Yet to Bloom〜」
- 「サイハヒ」（飲み会ノミカタ）
- 「1 2 ST3PP’IN」（飲み会ノミカタ）
- 『ROCK ON HOLIC』「FIRE FLOWER」（SOUND HOLIC）
- 「ペルソナリティゲーム」（飲み会ノミカタ）
- 『maimai でらっくす』「RE:INCARNATED DRAGNER」（株式会社セガ）
- 『日々是サイハヒ』「ペルソナリティゲーム」「サイハヒ」「Dance all the way」「七色リボン」「Insanity of Innocence」「樒」「LAST SUNSET」「1 2 ST3PP’IN」（飲み会ノミカタ）
- 「KAKUARAN」（飲み会ノミカタ）
- 「光風霽月」（飲み会ノミカタ）
- 『ZEMURIA GRAND ODYSSEY 19999-XXXXX』「I swear… -ZEMURIA GRAND ODYSSEY ver.-」（Falcom）
- 「君の魔法に今夜また」（飲み会ノミカタ）

### コテアニ
- 『REBORN / ハピポプビー! 』(1stシングル 2018年2月14日)
- 『Believe / Galaxy Journey』(2ndシングル 2018年3月28日)
  - COSIOサウンドプロデュース
- 『Candy Dream / Game of Life』(3rdシングル 2018年4月29日)
- 『cosicoteani』(1stアルバム 2019年5月1日)
- 「手と手合わせて」（テトテ×コネクト）

### Isla·la♩(アイララ)
- 「Silver Star Will」
- 「金翼のContrail」
- 「RONDO」
- 「流星Step」
- 「Go on Voyager」
- 「lala-fable」
- 「ブルートゥリーチェ ～美しき井戸～」
- 『Isla･la ceòl.1』「Silver Star Will」「金翼のContrail」「RONDO」「流星Step」「Go on Voyager」「lala-fable」
- 「Kaleidoscape」

## DVD・Blu-ray

### ファルコムjdkバンド
- 『ファルコムjdkバンドライブ2010 in リキッドルーム』
- 『ファルコムjdkバンドディーバ小寺可南子のファルコムソングスの歌い方DVDビデオ』
- 『ファルコム idkバンド 2011 クリスマスライブ in 横浜ベイホール』
- 『Falcom jdk BAND 2012 Super Live in nicofarre』
- 『Falcom jdk BAND 2012 SUPER LIVE IN NIHONBASHI MITSUI HALL』
- 『Falcom jdk BAND 2013 NEW YEAR LIVE IN NIHONBASHI MITSUI HALL』
- 『Falcom jdk BAND 2013 Super Live IN NIHONBASHI MITSUI HALL』

### 小寺可南子
- 『BEMANI ROCK FES’16　Blu-ray コナミスタイル特別Edition』
- 『ANOTHER EDEN Concert Blu-ray「for fragile time」』
- 『アナザーエデンコンサート2024「Records for a Forged Future」』

## ライブ

### 2peace@love
- 2006/6/23 心斎橋の大丸前
- 2006/9/24 心斎橋ロフト前、JOYSOUND
- 2006/10/27 ポートタウンショッピングセンター2階 ヤマハミュージックセンターポートタウン前
- 2006/10/29 心斎橋ロフト前、JOYSOUND
- 2007/4/4 高田馬場四谷天窓
- 2007/4/11 大阪Flamingo the Arusha

### 小寺可南子（With鎌田雅人）
- 2007/9/28 新宿MARZ
- 2007/10/17 渋谷チェルシーホテル
- 2007/11/14 新宿MARZ
- 2007/12/24 大阪ミノヤホール
- 2008/1/9 新宿MARZ
- 2010/1/20 渋谷Kabuto
- 2010/10/16 代官山Simple Voice
- 2010/12/31 新宿SACT!
- 2011/1/17 高田馬場四谷天窓

### SWEET DUB'O-STANDARD
- 2008/8/31 焼津市文化センター・小ホール（静岡）
- 2009/1/23 渋谷GUILTYにて
- 2009/2/19 吉祥寺STAR PINE'S CAFE
- 2009/2/21 渋谷BOXXにて

### くじめとこてら
- 2010/5/21 高田馬場四谷天窓
- 2010/6/19 新宿SACT!
- 2010/8/10 南青山MANDALA
- 2010/10/16 代官山Simple Voice

### SKY
- 2006/8/15 心斎橋MUSE OSAKA『Falcom Live 2006「英雄伝説・空の軌跡ボーカルバージョン」発売記念』

### ファルコムjdkバンド
- 2007/3/24 duo MUSIC EXCHANGE『FALCOM LIVE2007』
- 2007/9/29 大阪アナザードリームにて『新生jdkBANDおひろめライブ』
- 2007/10/8 東京CLUB GOODMAN 『新生jdkBANDおひろめライブ』
- 2008/5/2 ESAKA MUSE（大阪）『ファルコムjdkバンドLIVE2008春』
- 2008/5/9 CLUB CITTA'（神奈川）にて『ファルコムjdkバンドLIVE2008春』
- 2008/12/21 東京CLUB GOODMAN『祝！空の軌跡大ヒットjdkバンド大忘年会ライブ2008』
- 2009/3/7 LIVE PARK in AKIBA『イース・ファルコムフェアjdkバンドライブ』
- 2010/8/21 東京LIQUIDROOM『ファルコムjdkバンドライブ 2010 Inリキッドルーム』
- 2010/12/26 秋葉原UDX『秋葉原電気外祭りjdkバンド無料ライブ』
- 2011/8/12 六本木ニコファーレ『ファルコムjdkバンド2011 サマーライブ』
- 2011/9/18 幕張メッセ（東京ゲームショウ2011）『ファルコムjdk BANDのスペシャルライブ』
- 2011/12/10　横浜BAY HALL『Falcom jdk BAND 2011 X’mas Live In YOKOHAMA BAY HALL』
- 2012/4/14 新宿ロフトプラスワン『近藤社長公認ファルコムオフ会＆アコースティックライブ』
- 2012/5/12 六本木ニコファーレ『Falcom jdk BAND 2012 Super Live In Nicofarre 〜今日は零の軌跡Evolution・那由多の軌跡・Ys25周年記念祭りだぁ〜』
- 2012/6/9 新宿ロフトプラスワン『近藤社長公認ファルコムオフ会!真昼間の大宴会 〜まぁでもjdkなんで・・・（仮）SC〜（祝）まぁでも〜ヲタん生日なんで・・・〜』
- 2012/7/27 東京 日本橋三井ホール『Falcom jdk BAND 2012 Super Live in NIHONBASHI MITSUI HALL』
- 2012/7/28 仙台シーガル長命ヶ丘店『那由多の軌跡・零の軌跡Evolution合同イベント抽選会＆Falcom jdk BANDアコースティックライブ』
- 2012/9/23 新宿ロフトプラスワン『近藤社長公認ファルコムオフ会!まぁでもjdkなんで・・・（仮）the 3rd〜実況!セルセタ・零えぼ 生プレイ!〜』
- 2012/12/2 お台場D1グランプリ特設会場『ファルコムjdkバンドミニライブ』
- 2012/12/23 新宿ロフトプラスワン『まぁでもjdkなんで・・・（仮）VT大人ファルコムjdkバンドクリスマスアコースティックライブ』
- 2013/1/5 東京 日本橋三井ホール『Falcom jdk BAND 2013 New Year Livein NIHONBASHI MITSUI HALL』
- 2013/2/11 新宿ロフトプラスワン『イースアコースティックライブハッピーバレスタインディ まぁでもjdkなんで・・・vol.5』
- 2013/6/29 Zepp東京『JAPAN Game Music Festival 2013』
- 2013/9/27 大阪BIGCAT『Falcom jdk BAND 2013 Super Live in OSAKA 〜祝！閃の軌跡発売記念！大阪凱旋単独ライブやでぇ〜』
- 2013/12/21 東京 日本橋三井ホール『Falcom jdk BAND 2013 Super Live in NIHONBASHI MITSUI HALL』
- 2014/1/25 新宿ロフトプラスワン『Falcom jdk BAND Live & Talk Show 〜近藤社長に聞く！「閃の軌跡」続編と謎の大型タイトル〜』
- 2014/6/8 新宿ロフトプラスワン『Falcom jdk BAND Live & Talk Show　Vol.3 〜碧の軌跡Evolution発売直前！近藤社長に聞く! 秘められた碧の軌跡と閃の軌跡IIの繋がり〜』
- 2014/9/13 台湾台北『Falcom jdk BAND Asia Live 2014 @Taipei 軌跡之夜』
- 2014/9/27 新宿ロフトプラスワン『Falcom jdk BAND Live & Talk Show　Vol.5 〜近藤社長に聞く！『閃の軌跡II』と『イース』PS4参戦〜』
- 2014/11/29 新宿ロフトプラスワン『Falcom jdk BAND Live & Talk Show　Vol.6 〜近藤社長に聞け！ここが知りたい『閃の軌跡II』〜』
- 2015/3/28 東京 日本橋三井ホール『Falcom jdk BAND SUPER LIVE 〜KISEKI 10th Anniversary〜』

### World Of the WORLD.(WoW.)
- 2017/2/18 南青山Future SEVEN
- 2017/3/2 渋谷RUIDO.K２
- 2017/5/1 渋谷DECEO

### コテアニ
- 2017/11/26 MEGARAGE 『コテアニ デビューライブ「コテアニが来た！」』
- 2018/3/31 ねりま光が丘公園 特設ステージ『かわいい感じジャパン in ねりま光が丘POPカルチャーフェスタ』
- 2018/4/26 浅草橋MANHOLE 『AKINO LEE presents「千客万来 vol.86」』
- 2018/4/28 初台DOORS『初台アリーナライブvol.2』
- 2018/7/5 OTODAMA SEA STUDIO『OTODAMA SEA STUDIO 2018 supported by POCARI SWEAT 〜夏の香り 2018’〜』
- 2018/7/28 月あかり夢てらす『ピコピコ88 その35 夏のゲスト祭り』
- 2018/9/2 浅草橋MANHOLE 『ONE CHANCE EXTREAM NIGHT 2018 極端に過激な夜』
- 2018/9/23 新宿Marble 『コテアニの新宿に来た！〜アニモ生誕祭〜』
- 2018/10/27 MEGARAGE 『タイトーステーション溝の口店MEGARAGE1周年記念コテアニスペシャルライブ』
- 2018/12/1 MEGARAGE 『コテアニデビュー1周年記念スペシャルライブ』
- 2019/4/30 新星堂 池袋サンシャインシティアルタ店 インストアライブ
- 2019/5/1 MEGARAGE 『コテアニのなんか来た！1stアルバム「cosicoteani」リリース記念SP』
- 2019/5/4 新大久保 Unique Laboratory 『VGM Ghetto #69』
- 2019/5/7 タワーレコード川崎店 インストアライブ
- 2019/5/9 HMV＆BOOKS SHIBUYA インストアライブ
- 2019/9/6 川崎セルビアンナイト『川崎アニソンNight☆5』
- 2019/10/27 KASHIMADA防災JoyPark『かしまだハロウィン2019』
- 2019/11/8 Galveston Island Convention Center（アメリカ テキサス州） 『Oni-Con 2019』
- 2019/12/25 MEGARAGE 『コテアニのなんか来た！コテアニクリスマスライブ』
- 2021/11/6 弁天公園「南浦和絶品グルメ☆祭り」『ZEPPIN☆FES』VTuberコテアニ
- 2021/12/25 MEGARAGE 『コテアニ＆メガレイジ溝の口 4周年ライブ VTuberコテアニスペシャルコラボステージ』
- 2022/7/16,17 浦和美園４丁目公園「浦和美園絶品グルメ☆ピクニック祭り」『Vシンガーバーチャルライブ』VTuberコテアニ
- 2022/12/25 MEGARAGE 『コテアニ５周年記念ライブ』

### 小寺可南子
- 2011/12/23 若林シャンディ『小寺可南子 X'mas イブイブ Live』
- 2013/8/4 J-POP CAFE SHIBUYA 『小寺可南子 LIVE TOUR 2013 TOKYO 〜でぃーばとかよばれて調子のっちゃいました!!(●´∀｀●)〜』
- 2013/8/23 Flamingo the Arusha『小寺可南子 LIVE TOUR 2013 OSAKA 〜でぃーばとかよばれて調子のっちゃいました!!(●´∀｀●)〜』
- 2013/12/29 渋谷 LOUNGE NEO『「コテアニ！ Treasure Island vol.０」〜ジュテーム... アニソン!!!!〜』
- 2014/6/22 新宿ロフトプラスワン『コテ祭り！！2014〜 お誕生日を祝わナイト☆ 〜』
- 2015/6/21 渋谷 LOUNGE NEO『コテボーン2015 〜お誕生日を祝わナイトvol.2〜 今年も開催！小寺可南子ワンマンライブ！！』
- 2016/2/28 LAPIN ET HALOT(ラパン・エ・アロ) 『コテカナフリーライブ＆トークショー』
- 2016/6/25 渋谷 LOUNGE NEO『コテボーン2016』
- 2016/7/10 品川ステラボール『BEMANI ROCK FES'16』（ゲスト出演）
- 2018/1/13･14 ディファ有明『JAPAN Game Music Fesival』（ゲスト出演）
- 2018/6/2 六本木CLAPS『Okajimahal×古代祐三アーリーコレクションBOXライブ』（ゲスト出演）
- 2018/6/17 恵比寿club aim『KOTEBORN2018〜やりたいことためしたいことぜんぶやっちゃうバースデーワンマンライブ!!〜』
- 2018/11/15 六本木CLAPS『Okajimahal×古代祐三アーリーコレクションBOXライブ　アンコール公演』（ゲスト出演）
- 2019/5/11 祖師ヶ谷大蔵エクレルシ『谷岡久美×小寺可南子『アコースティックカフェ』』
- 2019/8/21 祖師ヶ谷大蔵エクレルシ『ボカレルシ～The Dream Ballad Night～』
- 2019/12/7･8 上海跨国采购会展中心（中国）『WePlay 岩垂德行Mini Live』
- 2020/3/20 祖師ヶ谷大蔵エクレルシ『岩垂徳行×小寺可南子『だれか〜などこか〜なイベントか〜な!? 』』
- 2020/12/24 祖師ヶ谷大蔵エクレルシ『「だれカナノミカタ」〜オンラインライブ〜』
- 2021/11/6 和光市文化センター サンアゼリア『アナザーエデン コンサート「for fragile time」』
- 2022/5/27 川口SHOCK-ON『毛利和子とハッピーアワーズ〜メカアニ！80ｓナイト〜』
- 2022/6/11 渋谷GUILTY『飲み会ノミカタ FC LIVE』
- 2022/11/1 川口SHOCK-ON『毛利KAZUKOと小寺ハッピーアワーズ「タツノコナイト2」』
- 2023/4/25 川口SHOCK-ON『毛利KAZUKOと小寺Happy Hours』
- 2023/5/3 渋谷ロフト９『あいららPartyごー!!! るでん☆うぃぃる』
- 2023/5/20 パシフィコ横浜国立大ホール『声優紅白歌合戦2023』
- 2023/6/17 新宿ロフトプラスワン『飲み会ノミカタ＠LOFT PLUS ONE ～お誕生日凱旋ライブ2023～』
- 2023/8/26 渋谷ロフト９『Isla･la♩の『アイラランド』Vol.1☆ ~はじまりのひつじちゃん~』
- 2023/9/10 ロフトプラスワンウエスト『ノミカタフェス2023大阪の宴 ～歌って飲んで大騒ぎトークショー！～』
- 2023/10/1 J：COMホール八王子『Arc-hive Philharmonic Winds 2nd Concert 　-What is True Justice-』（ゲスト出演）
- 2023/11/26 渋谷ロフト９『Isla･la♩の『アイラランド』Vol.2☆ ひつじちゃんたちの集い』
- 2023/12/15 渋谷ロフト９『ノミカタフェス東京』
- 2024/1/27 晴れたら空に豆まいて『7ROCK FES @晴れたら空に豆まいて』
- 2024/2/8 晴れたら空に豆まいて『毛利泰士とザ・ベストの BEST OF ザ・ベスト 〜水木一郎さんの曲を多めにやろうとしたら平日2DAYSになっちゃいましたナイト〜 ★9日はTABOKUNバースデーだよ★ 【DAY1】』
- 2024/2/9 晴れたら空に豆まいて『毛利泰士とザ・ベストの BEST OF ザ・ベスト 〜水木一郎さんの曲を多めにやろうとしたら平日2DAYSになっちゃいましたナイト〜 ★9日はTABOKUNバースデーだよ★ 【DAY2】』
- 2024/3/3 新宿ロフトプラスワン『Isla･la♩1周年記念SP『アイラランド』Vol.3☆ ひつじちゃん感謝祭』
- 2024/4/11 AREA559『毛利泰士とザ・ヒット『これが今の限界ですツアー』』
- 2024/4/26・27 まほろ座 MACHIDA『毛利泰士とザ・ヒット『これが今の限界ですツアー』』
- 2024/6/1 渋谷ロフト９『Isla･la♩ぱぴ誕SP『アイラランド』Vol.4☆ ~ひつじちゃん誕生祭~』
- 2024/6/22 阿佐ヶ谷ロフトA『飲み会ノミカタRe:vol.8～おたんじょう Birth Month～』
- 2024/6/27 Soap opera classics『毛利泰士とザ・ヒット 『これが今の限界ですツアー』』
- 2024/9/20 高田馬場CLUB PHASE 『流田Project presents〜MASK de ROCK Vol.3〜流田Project vs 毛利泰士とザ・ベスト』
- 2024/9/21 阿佐ヶ谷ロフトA『Isla･la♩『アイラランド』Vol.5☆ ～ひつじちゃん収穫祭～』
- 2024/10/27 なかのZERO『アナザーエデンコンサート　Records for a Forged Future』
- 2024/10/29 心斎橋BIGCAT『毛利泰士とザ・ベスト『ザ･ベスト イレブン! 11人の戦士がいまここに!!』』
- 2024/11/5 渋谷PLEASURE PLEASURE『毛利泰士とザ・ベスト『ザ･ベスト イレブン! 11人の戦士がいまここに!!』』
- 2024/11/17 代アニLIVEステーション 『フィスアイララ２０２４』Sol公演 Luna公演
- 2024/12/7 Fiorireフィオリーレ 『飲み会ノミカタThe Christmass ～名曲だらけのアコースティックカバーライブ!!～』（昼の部・夜の部）
- 2024/12/21 阿佐ヶ谷ロフトA『Isla･la♩『アイラランド』Vol.6☆ ～ひつじちゃんのメェ〜リクリ忘年会～』
- 2025/3/9 MEGARAGE『Isla･la♩2周年記念イベント『Isla･lapis』（アイララピス）』
- 2025/3/22 新宿ReNY『ピコから生演奏までゲーム音楽語りまSHOW！3 FINAL』（ゲスト出演）
- 2025/3/25 GT LIVE TOKYO『毛利泰士とザ・ベスト『楽しいことをしまSHOW！！』Vol.1』
- 2025/4/5 阿佐ヶ谷ロフトA『アイラランドVol.7 ひつじちゃんとおはなみ🌸』
- 2025/5/27 CLUB CITTA’『毛利泰士とザ･ベスト コンサート 2025 「モリザベスの昭和100年祭」』

## コーラス・レコーディング
- 落合祐里香「羽化」
- 初田悦子「I Hug You」
- サガユウキ「青い森」
- 岸谷香「ぼくらのうた」
- 芦田愛菜「愛菜のラブリーロックンロール」
- NHK おかあさんといっしょ「ぼくらのうた」
- ちはやふる オリジナル・サウンドトラック&キャラクターソング集 第2首「人生スクワット」駒野勉（代永翼）
- 篠崎愛 サムドラPV「Play for Free」「I love you」
- 八代亜紀「花水仙」『八代亜紀ベストヒット 〜ニューレコーディングス&ニューシングルズ〜』に収録

## CM音楽レコーディング
- セイバン（サウンドロゴ）
- 明光義塾（カチャカチャという擬音）
- ユニチャームシルコット（ジングル）
- UHA味覚糖 (プロラボCMソング）
- 大正製薬コーラックII（ジングル）
- P&Gウイスパー（CMソング）
- カルビーかっぱえびせん（ジングル）
- 花王クイックルワイパー
- 崎陽軒シウマイ（CMソング）
- アース製薬セボン（ジングル）
- 富士薬品 　TVCM　ジキナ
- 富士薬品 　TVCM　胃腸薬
- 大鵬薬品工業　チオビタドリンク「チオビタ、エール。」
- 米沢市　米沢ブランドムービー「ぼくらのお手本になってください！」編
- 太田胃散　王様のヨーグルト種菌「歌って作ろう」篇
- 小林製薬　ナイトミン鼻呼吸テープ − Web動画 − 「結構寝たのに眠い…」篇
- リコー　ハンディープリンター
- ひらかたパーク 　TVCM（CMソング）

## 出演

### インターネット配信
- コテアニのなんか来た!（MEGARAGE(メガレイジ)よりYouTubeLive：2017年11月29日 - ）

### テレビ
- かんさい情報ネットten!（読売テレビ）コーナー出演(2019年12月26日)、番組のジングルのtenの声

### ラジオ
- ティオのファルコムラジオめんどくさいです…でもがんばります（ランティスウェブラジオ：2011年10月7日 - 2015年4月10日）

### アニメ
- みんな集まれ!ファルコム学園（2014年）- みっしぃ 役
- みんな集まれ!ファルコム学園SC（2015年）- みっしぃ 役

### ドラマCD
- 空の軌跡　the 3rd　〜魂の刻印〜（2009年7月25日）- 亡者エルマー 役
- 空の軌跡　ヨシュア物語　〜封じられた記憶〜（2009年7月25日）- カリン 役
- イース7　プロローグ　ドラマCD　〜綴られざる冒険譚〜（2009年9月17日）- ユエ 役

## 関連人物
- J.D.K.BAND
- 加藤正幸
- 石川三恵子
- 水橋かおり
- 鎌田雅人
- 金子麻美
- アネモネ・モーニアン
- 小寺正三